# Első generáció
Az Első generáció egy 10 részes magyar akciófilm-sorozat, amelyet 2001. április 2-án mutatott be az RTL Klub és június 13-ig adta. Rendezte Szabó Szilárd. A Gálvölgyi Showban Első degeneráció néven parodizálták a sorozatot.

## Történet
Nagy az esti nyüzsgés, nincs megállás a legfelkapottabb szórakozóhelyeken. Bizony a kábítószer is könnyen előkerül és titokban kiépülőben van egy komoly, nemzetközi drogcsempészet. Itt mindenki különleges és mindenki követi a divatot, sokan a legmodernebb autókkal közlekednek és luxus lakásokban élhetnek. Bepillantást nyerhetünk a hekkerek világába, megjelenik a bűnözőkre vadászó különleges ügynök és a veszélyesebb helyzetekben a fegyverzet igénybevétele nem maradhat el, de természetesen a háttérben mindig ott van a szex és a szerelem. Ráadásul nagyon fontos szerepe van a mindenkit folyamatosan követő médiának.

## Főszereplők
| Színész        | Szerep  |
| -------------- | ------- |
| R. Koncz Gábor | Robin   |
| Osvárt Andrea  | Csilla  |
| Kamarás Iván   | Evil    |
| Bizek Szilvia  | Szandra |
| Somos Attila   | Armand  |
| Király Éva     | Jázmin  |
| Ernyey Béla    | Halmy   |
| Hujber Ferenc  | Bartek  |
| Pásztor Gergő  | Zen     |
| Kovács Gyula   | Olivér  |
| Gömör Tamás    | Martin  |
| Gyetvai Éva    | Judit   |
| Saluska Ádám   | Ricky   |
| Dózsa Zoltán   | Vilk    |
| Kis Piroska    | Kinga   |

## Kritikák
- Ardai Zoltán: Modernek közt (Filmvilág 2001/10., ugyanez a cikk a c3.hu-n)
- Tóta W. Árpád: Első generáció: hiperlinkben a tiniszex  (Index.hu)
- Győrffy Iván: Degeneráció (Mozgó Világ 27. évf. 6. sz. , 2001. június)
- Tóth Ildikó: RTL Klub: Első generáció (Economx.hu)